# Lydia Jacoby
Lydia Alice Jacoby (Anchorage, 29 de fevereiro de 2004) é uma nadadora americana especialista em nado peito e provas de medley. Ela venceu a medalha de ouro na prova dos 100m peito nos Jogos Olímpicos de Tóquio 2020, disputada no dia 27 de Julho de 2021 devido ao adiamento do evento.
Nascida e criada no Alasca, ela explodiu no mundo da natação competitiva em 2020 e 2021, após conseguir tempos baixíssimos nas provas de 100 e 200 metros peito, a colocando junto com medalhistas olímpicas e recordistas mundiais. Lydia se tornou a primeira nadadora do Alasca a se classificar para os Jogos Olímpicos, quando carimbou o passaporte para as Olímpiadas de Tóquio 2020 por conta da prova dos 100m peito com apenas 17 anos.

## Infância
Lydia Jacoby nasceu em Anchorage, Alasca e foi criada em Seward, também no Alasca. Ela começou a nadar quando tinha 6 anos, frequentando o clube local de natação Seward Tsunami Swim Club. Com 12 anos, Jacoby quebrou seu primeiro recorde do estado de Alasca na natação.
A alasquiana estudou na Seward High School, localizada em Seward, onde ela nadou pelo time da escola. Competindo pela equipe, Lydia quebrou e anotou novos recordes da história do estado para as prova das 100 jardas peito em 2018 e 2019. Já em 2020, por conta da Pandemia de COVID-19, a nadadora não competiu e optou por estudar em casa. Jacoby pretende voltar a escola para seu último ano de ensino médio ainda no segundo semestre de 2021. 
Ao final de 2020, Lydia confirmou que competiria pela UT Austin, começando em Setembro de 2022 quando ela entraria com direito a uma bolsa de estudos na universidade. Em entrevista para a NBC, Jacoby afirmou que busca estudar design de moda.

## Titúlos estaduais e vaga no time Sub-17 americano (2018-2019)
No fim de 2018, Jacoby conseguiu se classificar para as eliminatórias olímpicas do USA Swimming (time de natação dos Estados Unidos). A classificação foi conquistada quando ela tinha apenas 14 anos, em um evento oficial do USA Swimming em Greensboro, Carolina do Norte. No mesmo ano, Lydia conquistou titúlos nadando as provas dos 100 e 200 metros nado peito no campeonato Alaska High School State Championships.  Após conseguir um tempo de 2:09:31 no Medley Individual (200m), ela venceu a prova estadual da categoria feminina. Logo após a primeira prova, Lydia nadou os 100yds peito e não só venceu como anotou o novo recorde da história do Alasca. 1:03:11.
No ano seguinte, em 2019, Jacoby quebrou seu próprio recorde nas 100yds peito com um tempo de 1:00:61. Como esperado, a nadadora garantiu o bicampeonato na prova. Em uma prova quase idêntica a sua primeira exibição no Alaska High School State Championships, Lydia ficou em terceira no Medley Individual (200m) com um tempo de 2:09.83.
No Alaska Age Group Championships, realizado em 2019, Jacoby competiu em sete eventos individuais incluindo a prova dos 100m livre, na qual ela atingiu o tempo de 56.51. Um mês depois, Lydia competiu no Northwest Speedo Sectionals, realizado em Federal Way, Washington. Com um tempo de 1:00:42 no nado peito (100m), Lydia quebrou seu recorde pessoal e chegou em segundo na classificação geral (após múltiplas baterias).
Em Agosto do mesmo ano, Lydia Jacoby venceu o título nacional da categoria júnior do Speedo Junior National Championships nos 100 metros nado peito. Após a conquista, a nadadora se tornou parte do U.S. Junior National Team. Ao final de 2019, Jacoby foi rankeada como a 16ª melhor nadadora dos 100m peito dos Estados Unidos.

## Fama Internacional (2020-2021)
Em 2020, Jacoby se classificou para as eliminatórias olímpicas da natação dos EUA em duas provas do nado peito (100 e 200 metros). Quando classificada, se tornou a 12ª nadadora da história do Alasca a se classificar para as eliminatórias olímpicas da natação americana.
No dia 21 de Fevereiro de 2020, Lydia nadou na competição Aqua Dog 2020 e conseguiu um tempo de 29.27 nos 50m livre, seu melhor até a data. No início da pandemia de 2020, Jacoby afirmou que estava aliviada que os Jogos Olímpicos haviam sido adiados, já que toda a situação tinha criado um ambiente injusto no meio da natação, pois algumas piscinas estavam abertas (com mediadas de precaução) e outras completamente fechadas. Em uma entrevista com o Anchorage Daily News em Março de 2020, ela explicou seu ponto de vista:

"Eu sinto que estou em um momento bom agora porque quando eles fecharam a piscina, fiquei preocupada por conta das Olímpiadas e as eliminatórias. Não seria justo porque nem todas as piscinas do país estão completamente fechadas." 
Em Novembro de 2020, Jacoby conseguiu quebrar seu recorde pessoal das 100 jardas peito e garantir mais um título, com um tempo de 1:00:16 atingido no Kenai Peninsula Virtual Invite. O recorde dela também se tornou o mais novo recorde do estado do Alasca. Nos 50m livre, Lydia também se tornou a campeã, nadando um tempo de 25.39. 
No U.S. Open de natação, realizado em San Antonio, Texas, Jacoby conseguiu melhorar seu recorde pessoal nos 100 metros peito, com um tempo de 1:07.57. Tempo esse que se tornou o mais rápido da história, nadado por uma atleta de 15 ou 16 anos, atrás apenas de Megan Jendrick, medalhista de ouro posteriormente. Apesar de ter conquistado "apenas" o segundo lugar, Lydia Jacoby venceu o título nacional pois a nadadora que terminou o torneio em primeiro, Anna Elendt, era uma cidadã alemã. No mesmo campeonato, Jacoby melhorou seu melhor tempo nos 200m peito, conquistando um 2:32.36 na prova.
Lydia foi convocada para o U.S. Junior National Team em 2021 em nome de seu primeiro clube, Seward Tsunami Swim Club.
Em Janeiro de 2021, competindo na NLSC Winter Time Trial Jacoby quebrou a marca de um minuto e conquistou um novo recorde pessoal nas 100yds peito, 59.87. Ao final de Março, ainda de 2021, Lydia voltou a quebrar seu recorde pessoal tanto nos 100 jardas peito quanto nos 200yds. O primeiro, teve um tempo de 59.35 e o segundo teve um tempo de 2:08:61.

### TYR Pro Swim Series 2021
Em Abril de 2021, Lydia Jacoby conquistou o segundo lugar nas finais dos 100m peito no TYR Pro Swim Series, realizado em Mission Viejo, Califórnia. O tempo conquistado pela alasquiana, 1:06.38, se tornou o seu mais novo recorde pessoal e a garantiu uma vitória sobre Lilly King (Ouro nos 100m peito das Olímpiadas Rio 2016 e recordista mundial na prova) e Anne Lazor (Ouro no Pan de Lima 2019).
Jacoby ganhou atenção da mídia nacional, principalmente da NBC Sports, que contou a história dela em um dos destaques pré-prova das transmissões das Eliminatórias Olímpicas de Natação dos Estados Unidos. Até o momento, o tempo de Lydia se tornou o 6º melhor do mundo na prova.
No mesmo evento, Lydia melhorou seu recorde nos 200 metros peito, conseguindo 2:27.39 na final, e no Medley Individual de 200 metros, com um tempo de 2:29.38 nas eliminatórias.
Os tempos conquistados no evento da TYR foram o suficiente para colocar Jacoby nas Eliminatórias Olímpicas de Natação dos Estados Unidos nas provas dos 100 e 200 metros peito. Mesmo assim, em Abril, ela competiu em casa, no Alaska Senior Championship 2021 e conseguiu um tempo de 1:16.28 nos 100 metros peito.

### Preparação para as eliminatórias olímpicas
Jacoby se tornou uma de dois nadadores do Alasca que se classificaram para as Eliminatórias Olímpicas de Natação dos Estados Unidos. Isso porque Lydia era a única mulher na delegação alasquiana, enquanto John Heaphy era o único homem. Tanto Jacoby quanto Heaphy eram os campeões do estado nas provas dos 100 e 200 metros peito. Apesar deste fato, não existiam grandes expectativas para os nadadores, já que até aí, nenhum alasquiano havia conquistado uma vaga no Time Olímpico de Natação dos EUA. 
Em Maio de 2021, Lydia foi rankeada como a terceira melhor nadadora de peito do país de acordo com a o site SwimSwam.
Para fechar com chave de ouro a preparação para o pré-olímpico, Jacoby dominou completamente o Alaska Swimming Junior Olympics Championships. Com um tempo de 1:04.29, Lydia terminou em segundo nas eliminatórias das 100 jardas peito para mulheres de 15 anos pra cima. Na final, ela venceu a prova com um tempo de 58.87. Durante o torneio, tanto Jacoby quanto Heaphy foram homenageados por conseguirem a vaga no pré-olímpico.
No dia 10 de Junho de 2021, tanto a SwimSwam quanto a NBC Sports destacaram a nadadora como uma das melhores a disputar o pré-olímpico. O site inclusive comparou o estilo de Jacoby ao estilo da medalhista de ouro australiana Leisel Jones. Dois dias depois, o jornal Peninsula Clarion publicou que mais de 50 alasquianos viajariam até Omaha para assistir ao vivo a performance de Lydia.

### Pré-Olímpico de 2020
Na manhã do segundo dia das Eliminatórias Olímpicas de Natação dos Estados Unidos, Lydia Jacoby competiu nas eliminatórias dos 100 metros nado peito, conquistando um tempo de 1:06.40 que a colocou na quarta posição geral da prova. A noite, Jacoby baixou seu tempo nas semifinais e garantiu uma vaga na final da prova com um tempo de 1:05.71. O tempo também foi o suficiente para garantir o recorde nacional para nadadoras entre 17 e 18 anos. Ainda na segunda noite da competição, Lydia ganhou extrema atenção da mídia nacional e mídia alasquiana, que destacavam a história supreendente da nadadora que naquele ponto possuía chances reais de se classificar para os Jogos Olímpicos.
Na terceira e última noite do evento, Jacoby nadou a final dos 100m peito e terminou na segunda colocação com um tempo de 1:05.28. O resultado significava que Lydia Jacoby estava classificada para as Olímpiadas de Tóquio 2020. Ela se tornou a primeira nadadora da história do estado americano de Alasca a se classificar para os Jogos Olímpicos. O tempo também a colocou em segundo no ranking de nadadoras mais rápidas de 2021 e significava o oitavo melhor tempo da história da prova (piscina longa). Além de todos os recordes e conquistas mencionados, Jacoby também se tornou a segunda alasquiana da história a se classificar para uma Olímpiada (em qualquer esporte) e a décima atleta nascida no estado a se classificar para os Jogos Olímpicos de Verão.
Lydia também competiu na prova dos 200 metros peito, porém, com um tempo de 2:31.29 nas eliminatórias, a nadadora acabou não se classificando para as semifinais. 

### Jogos Olímpicos de Tóquio 2020
Lydia Jacoby foi para Tóquio junto com outros 10 atletas adolescentes na delegação de natação americana.
No segundo dia de competições, Jacoby nadou nas eliminatórias da prova dos 100m peito e conquistou um tempo de 1:05.52. O tempo a colocou em segundo na classificação geral, atrás apenas da nadadora sul-africana, Tatjana Schoenmaker.
Já nas semifinais, a alasquiana conquistou um tempo de 1:05.72, avançando para a final como a terceira nadadora mais rápida da prova.
Na final, Lydia Jacoby nadou a prova em 1:04.95 e venceu a medalha de ouro dos 100m peito feminino dos Jogos Olímpicos de Tóquio 2020. Sua primeira medalha olímpica também se tornou a primeira medalha de ouro do nado feminino americano nos Jogos. Além do feito, a medalha também se tornou a primeira de uma nadadora alasquiana nos Jogos Olímpicos. O tempo conquistado se tornou o novo recorde da prova para nadadoras de 17-18 anos.

## Vida pessoal
Jacoby cantou e tocou contrabaixo em uma banda de estilo bluegrass chamada Snow River String Band, que se apresentou durante seis anos no Anchorage Folk Festival. Além saber cantar e tocar o contrabaixo, Lydia também sabe tocar guitarra e piano. A atleta também participou como colunista em jornais de sua escola.
Durante a pandemia de COVID-19, Jacoby não teve acesso a piscina onde treinava e por isso procurou novas formas de se exercitar como realizando atividades de esqui e corridas de ice cleats. Lydia também montou um equipamento de musculação temporário em sua garagem já que o acesso a academias também era extremamente restrito. Quando as piscinas foram autorizadas pelo governo do estado a serem reabertas, a de Seward, onde Lydia treinava, acabou optando por não reabrir. Por conta disso, Jacoby se mudou temporariamente para Anchorage com sua mãe para treinar na Service High School com o Northern Lights Swim Club.

## Prêmios
Lydia Jacoby recebeu o prêmio de "Melhor Competidora de Esportes Aquáticos" em 2018, realizado pela Alaska School Activities Association em parceria com o First National Bank Alaska.
Em 4 de Maio de 2021, Jacoby recebeu o prêmio de "Orgulho do Alasca de 2021", entregue pelo Alaska Sports Hall of Fame. Ela se tornou a primeira nadadora a receber a honraria.

## Recordes Pessoais

### Piscina Longa (50 metros)
| Prova                  | Tempo   | Evento                                   | Local         | Data                    | Idade | Nota(s)     | Ref    |
| ---------------------- | ------- | ---------------------------------------- | ------------- | ----------------------- | ----- | ----------- | ------ |
| 50m Livre              | 29.27   | 2020 Aqua Dog                            | Anchorage     | 21 de Fevereiro de 2020 | 15    |             | [ 16 ] |
| 100m Costas            | 1:16.28 | 2021 Alaska Senior Championship          | Anchorage     | 1 de Maio de 2021       | 17    |             | [ 32 ] |
| 100m Peito             | 1:04.95 | Jogos Olímpicos de 2020                  | Tóquio, Japão | 27 de Julho de 2021     | 17    | Recorde NAG | [ 68 ] |
| 200m Peito             | 2:27.39 | 2021 TYR Pro Swim Series - Mission Viejo | Mission Viejo | 10 de Abril de 2021     | 17    |             | [ 28 ] |
| 200m Medley Individual | 2:29.38 | 2021 TYR Pro Swim Series - Mission Viejo | Mission Viejo | 10 de Abril de 2021     | 17    |             | [ 28 ] |

### Piscina Curta (25 metros)
| Prova                    | Tempo   | Evento                                      | Local           | Data                    | Idade | Nota(s) | Ref    |
| ------------------------ | ------- | ------------------------------------------- | --------------- | ----------------------- | ----- | ------- | ------ |
| 50yds (jardas) Livre     | 25.39   | 2020 Kenai Peninsula Virtual Invite         | Seward          | 6 de Novembro de 2020   | 16    |         | [ 19 ] |
| 100yds Livre             | 56.51   | 2019 Alaska Age Group Championships         | Anchorage       | 15 de Fevereiro de 2019 | 14    |         | [ 13 ] |
| 100yds Costas            | 1:00.76 | 2019 NW Speedo Sectionals - Federal Way     | Federal Way     | 15 de Março de 2019     | 15    |         | [ 14 ] |
| 100yds Peito             | 58.87   | 2021 Alaska Junior Olympics Championships   | Anchorage       | 4 de Junho de 2021      | 17    |         | [ 39 ] |
| 200yds Peito             | 2:08.61 | 2021 Spring Speedo Sectionals - Phoenix     | Paradise Valley | 20 de Março de 2021     | 17    |         | [ 26 ] |
| 100yds Borboleta         | 1:03.95 | 2020 Homer-Seward Dual Meet                 | Homer, Alasca   | 2 de Outubro de 2020    | 16    |         | [ 71 ] |
| 200yds Medley Individual | 2:09.31 | 2018 Alaska State Swim & Dive Championships | Anchorage       | 2 de Novembro de 2018   | 14    |         | [ 11 ] |
| 400yds Medley Individual | 4:49.84 | 2019 Alaska Age Group Championships         | Anchorage       | 15 de Fevereiro de 2019 | 14    |         | [ 13 ] |

| Prova          | Tempo   |    | Evento                    | Local           | Data                | Idade | Grupo (Idade) | Status   | Duração                          | Ref                  |
| -------------- | ------- | -- | ------------------------- | --------------- | ------------------- | ----- | ------------- | -------- | -------------------------------- | -------------------- |
| 100m Peito     | 1:05.71 | sf | Pré-Olimpíco dos EUA 2020 | Omaha, Nebraska | 14 de Junho de 2021 | 17    | 17–18         | Superado | 1 dia, 19 minutos, 5.28 segundos | [ 45 ] [ 46 ] [ 50 ] |
| 100m peito (2) | 1:05.28 |    | Pré-Olimpíco dos EUA 2020 | Omaha, Nebraska | 15 de Junho de 2021 | 17    | 17–18         | Superado | 1 mês, 12 dias                   | [ 50 ] [ 51 ] [ 72 ] |
| 100m Peito (3) | 1:04.95 |    | Jogos Olímpicos de 2020   | Tóquio, Japão   | 27 de Julho de 2021 | 17    | 17–18         | Atual    | –                                | [ 68 ] [ 73 ]        |

Legenda: sf – semifinal